# Чемпионат Африки по волейболу среди мужчин 2015
20-й чемпионат Африки по волейболу среди мужчин проходил с 22 по 30 июля 2015 года в Каире (Египет) с участием 9 национальных сборных команд. Чемпионский титул в 8-й раз в своей истории и в 6-й раз подряд выиграла сборная Египта.

## Команды-участницы
Алжир, Ботсвана, Египет, Камерун, Кения, Маврикий, Марокко, Руанда, Тунис.
От участия отказалась первоначально заявленная сборная Судана.

## Система проведения чемпионата
8 команд-участниц на предварительном этапе разбиты на две группы. Первичным критерием при распределении мест в группах являлось общее число побед, затем количество набранных очков, соотношение партий, соотношение игровых очков, результаты личных встреч. За победы со счётом 3:0 и 3:1 команды получали по 3 очка, за победы 3:2 — по 2 очка, за поражение 2:3 — по 1 очку, за поражения 1:3 и 0:3 очки не начислялись. По две лучшие команды из групп выходят в полуфинал плей-офф и по системе с выбыванием определяют призёров первенства. Итоговые 5—8-е места по той же системе разыгрывают команды, занявшие в группах 3—4-е места.

## Предварительный этап

### Группа А
| М | Команда  | 1   | 2   | 3   | 4   | И | В | П | С/П | О |
| - | -------- | --- | --- | --- | --- | - | - | - | --- | - |
| 1 | Египет   |     | 3:2 | 3:0 | 3:0 | 3 | 3 | 0 | 9:2 | 8 |
| 2 | Алжир    | 2:3 |     | 3:0 | 3:0 | 3 | 2 | 1 | 8:3 | 7 |
| 3 | Кения    | 0:3 | 0:3 |     | 3:0 | 3 | 1 | 2 | 3:6 | 3 |
| 4 | Ботсвана | 0:3 | 0:3 | 0:3 |     | 3 | 0 | 3 | 0:9 | 0 |

 Судан — отказ.
22 июля: Египет — Кения 3:0 (25:19, 25:14, 25:18).
23 июля: Алжир — Ботсвана 3:0 (25:16, 25:22, 25:13).
24 июля: Алжир — Кения 3:0 (25:17, 28:26, 25:23); Египет — Ботсвана 3:0 (25:19, 25:14, 25:10).
25 июля: Кения — Ботсвана 3:0 (25:19, 25:19, 25:23); Египет — Алжир 3:2 (24:26, 25:19, 25:20, 22:25, 15:10).

### Группа В
| М | Команда  | 1   | 2   | 3   | 4   | 5   | И | В | П | С/П  | О  |
| - | -------- | --- | --- | --- | --- | --- | - | - | - | ---- | -- |
| 1 | Тунис    |     | 3:1 | 2:3 | 3:0 | 3:0 | 4 | 3 | 1 | 11:4 | 10 |
| 2 | Марокко  | 1:3 |     | 3:1 | 3:0 | 3:0 | 4 | 3 | 1 | 10:4 | 9  |
| 3 | Камерун  | 3:2 | 1:3 |     | 3:0 | 3:0 | 4 | 3 | 1 | 10:5 | 8  |
| 4 | Руанда   | 0:3 | 0:3 | 0:3 |     | 3:0 | 4 | 1 | 3 | 3:9  | 3  |
| 5 | Маврикий | 0:3 | 0:3 | 0:3 | 0:3 |     | 4 | 0 | 4 | 0:12 | 0  |

22 июля: Камерун — Маврикий 3:0 (25:21, 25:19, 25:18); Марокко — Руанда 3:0 (25:23, 25:13, 25:17).
23 июля: Руанда — Маврикий 3:0 (25:13, 26:24, 26:24); Камерун — Тунис 3:2 (25:23, 12:25, 21:25, 25:22, 15:12).
24 июля: Тунис — Маврикий 3:0 (25:13, 25:13, 25:7); Марокко — Камерун 3:1 (25:18, 21:25, 30:28, 25:21).
25 июля: Тунис — Руанда 3:0 (25:19, 25:11, 25:12); Марокко — Маврикий 3:0 (28:26, 25:11, 25:17).
26 июля: Камерун — Руанда 3:0 (25:19, 25:22, 25:17); Тунис — Марокко 3:1 (25:19, 16:25, 25:22, 29:27).

## Плей-офф за 5—8 места

### Полуфинал
28 июля
Руанда — Кения 3:2 (17:25, 25:22, 26:28, 25:15, 15:13)
Камерун — Ботсвана 3:0 (25:21, 25:13, 25:17)

### Матч за 7-е место
29 июля
Ботсвана — Кения 3:2 (14:25, 19:25, 25:21, 25:20, 15:13).

### Матч за 5-е место
29 июля
Камерун — Руанда 3:0 (25:19, 25:23, 25:22).

## Плей-офф за 1—4 места

### Полуфинал
28 июля
Тунис — Алжир 3:2 (19:25, 25:22, 27:25, 21:25, 15:12)
Египет — Марокко 3:0 (25:17, 28:26, 25:20)

### Матч за 3-е место
30 июля
Марокко — Алжир 3:1 (21:25, 25:19, 25:21, 25:20).

### Финал
30 июля
Египет — Тунис 3:0 (26:24, 25:18, 25:21).

## Итоги

### Положение команд
| Египет      |
| Тунис       |
| Марокко     |
| 4. Алжир    |
| 5. Камерун  |
| 6. Руанда   |
| 7. Ботсвана |
| 8. Кения    |
| 9. Маврикий |

### Призёры
Египет: Абдалла Бекхит, Абдельхалим Абу, Ахмед Салахдин Абдельхай (Салах), Мамдух Абдельрахим, Мохаммед Такиль, Мохаммед Адель Масуд, Омар Хасан, Хоссам Абдалла, Мохаммед Абдельмонейм Бадави, Ахмед Элькотб, Мохаммед Моавад, Ахмед Шафик. Тренер — Анджолино Фригони.
  Тунис: Тайеб Корбосли, Омар Агреби, Маруан Рабет, Маруан Гарси, Скандер Бен Тара, Мохаммед Али Бен Отмен, Эльес Карамосли, Набиль Милади, Исмаил Моалла, Хишем Кааби, Халед Бен Слимен, Амен Алла Хмисси. Тренер — Мкаур Фатхи.
  Марокко: Зухайр Эльграуи, Хишам Фаязид, Ахмед эль-Алауи, Маскали Науфаль, Брахим Амеур, Тауфик Эльасри, Мохаммед Алауи, Идрисс Шерки, Мохаммед аль-Хашдади, Абдесамад Бенбеккар, Камаль Уали, Амин Заяни. Тренер — Антонио Джакоббе.

### Индивидуальные призы
MVP:  Ахмед Салах
Лучший нападающий:  Мохаммед аль-Хашдади
Лучший блокирующий:  Мохаммед Адель Масуд
Лучший на подаче:  Абдельхалим Абу
Лучший на приёме:  Мохаммед Абдельмонейм Бадави
Лучший связующий:  Амир Кербуа
Лучший либеро:  Тайеб Корбосли